# Saint-Gonlay
Saint-Gonlay è un comune francese di 355 abitanti situato nel dipartimento dell'Ille-et-Vilaine nella regione della Bretagna.

## Società

### Evoluzione demografica
Abitanti censiti